# Ben Delay

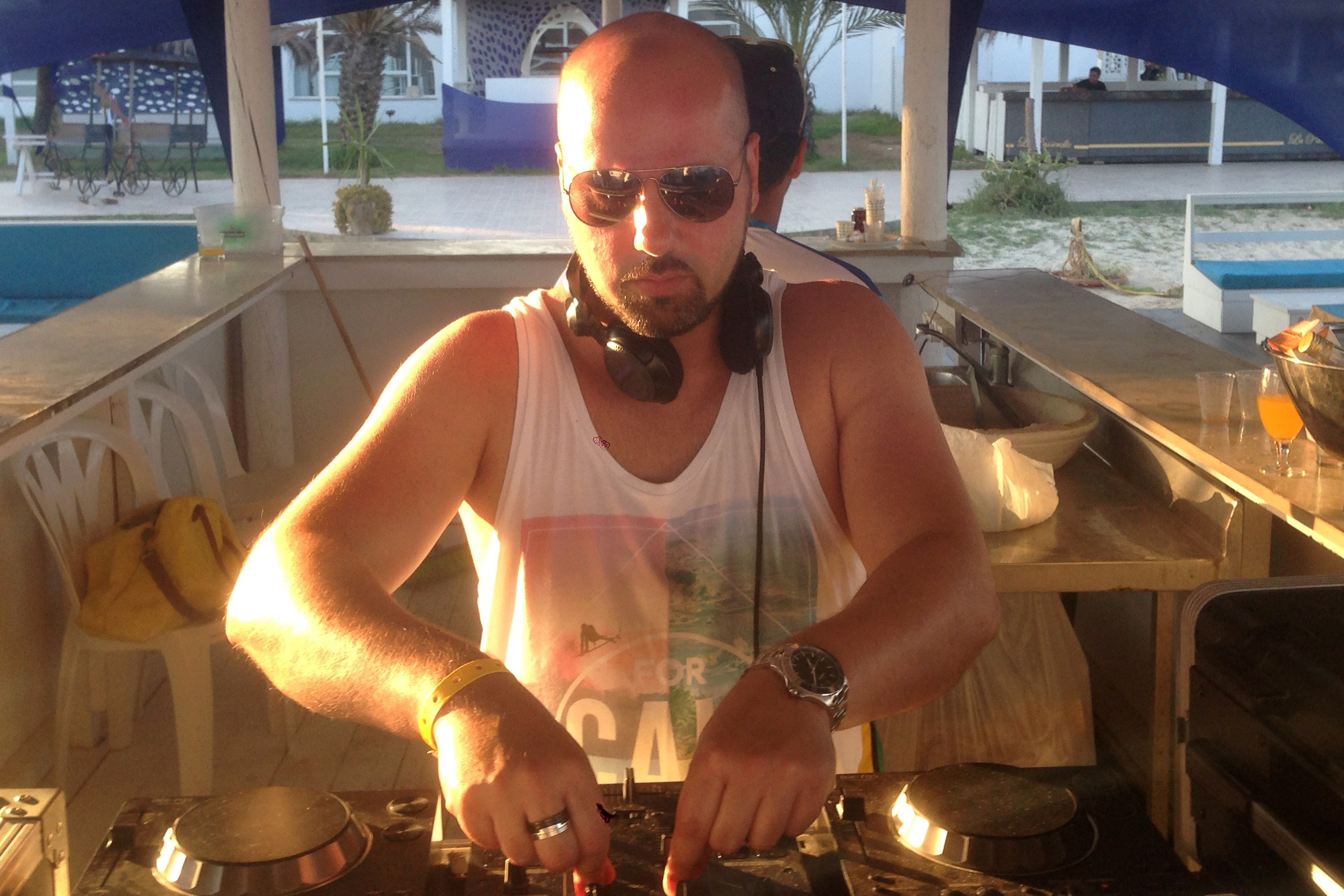
Ben Delay in Tunesien 2015

Ben Delay (* 17. November 1976 in Lindlar; bürgerlich: Oliver Schmidt) ist ein deutscher House-DJ, Produzent, Remixer und Label-Inhaber. Er ist Inhaber des Housemusik-Labels Sugarland Records.

## Leben
Ben Delay arbeitet als DJ, Produzent, Remixer und Label-Besitzer. Sein Remix für Bob Sinclars „I Feel For You“ (2013) hat ihn bekannt gemacht. Er ist Produzent der Singles „I never felt so right“ und Sean Finn ft Tinka „Summer Days“ (Ben Delay Remix), der meistverkauften Single des Jahres 2015 in Bulgarien und der Türkei.
Seine Single „I never felt so right“ (auf EDX-Label Enormous Tunes) blieb zunächst vier Monate lang in den Beatport-Top-100. Sie erreichte Platz 1 in Russland und Bulgarien. In Griechenland kam sie unter die Top 20. Sie wurde in den Shazam-Charts weltweit die Nr. 72 sowie mehr als 10 Millionen Aufrufe auf Youtube. Der Nachfolger „The Boy is mine“ (Nurvous Records, New York) stieg in die Top 20 auf Beatport mit allen drei Mixen ein, erreichte Platz 2 und hielt sich dort knapp sechs Monate. Es wurde von Hedkandi/Ministry of Sound für ein weltweites Re-Release aufgenommen.
In den vergangenen Jahren arbeitete Ben Delay an zahlreichen Remix-Programmen mit – zum Beispiel für Bob Sinclar, Sharam Jey, Vanilla Ace, Roger Sanchez, Sean Finn, Milk and Sugar, DJ Tonka, DJ PP, Todd Terry, Jerome Robins, Ron Carroll, Africanism, Wally Lopez, Stonebridge.
Er ist der Inhaber von Sugarland Records, einem unabhängigen Houselabel.
Seine Produktionen & Remixe finden sich auf Labels wie Toolroom, Spinnin, Enormous Tunes, Milk & Sugar, No Definition, Nervous Records, Weplay, Hedkandi etc.